# Ingeborg Krabbe

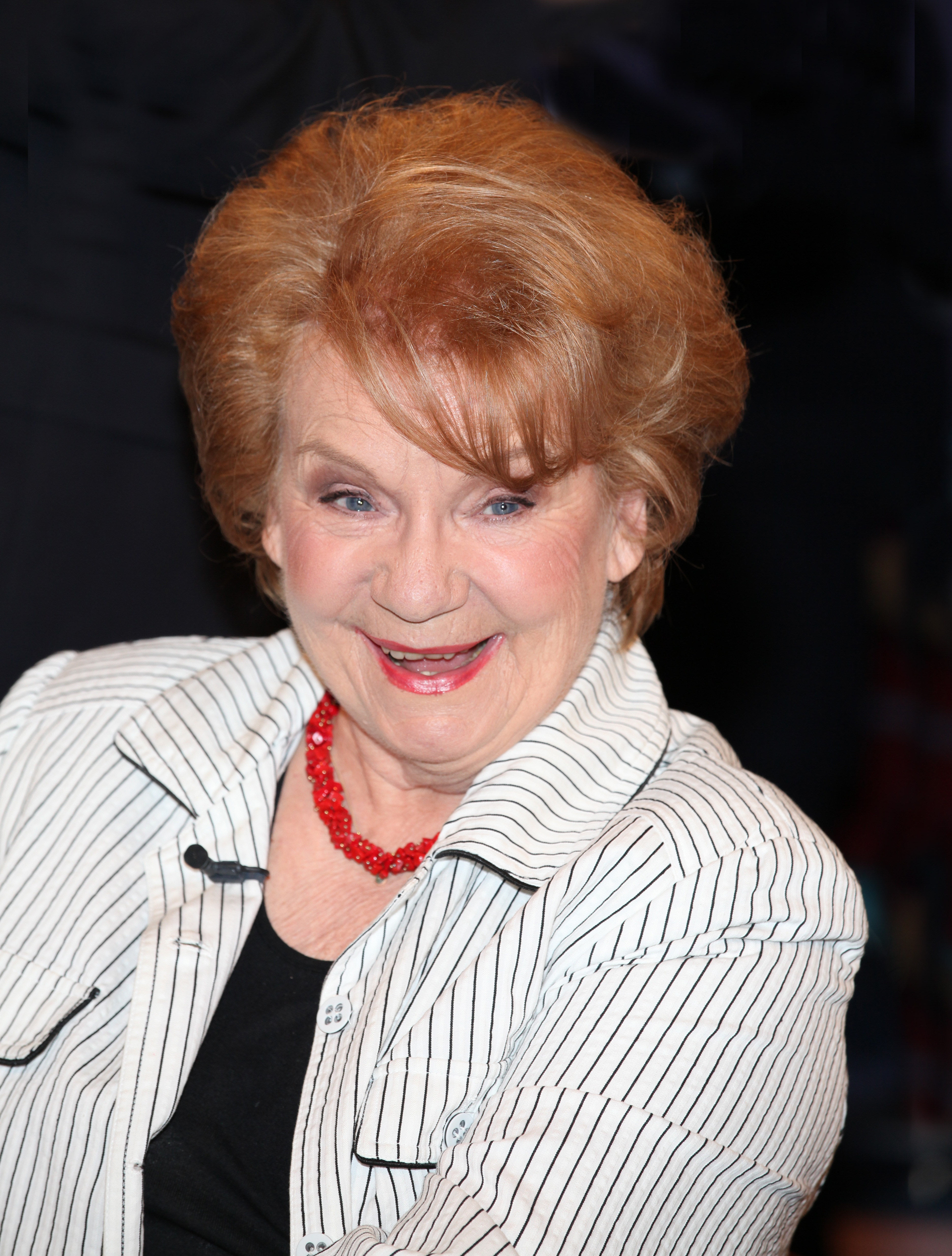
Ingeborg Krabbe, 2012

Ingeborg Krabbe (ehemals verheiratete Simmich-Krabbe; * 13. Juni 1931 in Leipzig; † 17. März 2017 in Berlin) war eine deutsche Schauspielerin und Kabarettistin.

## Leben

### Herkunft und Entdeckung
Ingeborg Krabbe wurde als Tochter eines im Leipziger Stadtteil Connewitz ansässigen Schlossermeisters geboren und wuchs mit drei Geschwistern auf. Bereits in ihrer Schulzeit wurde ihr schauspielerisches Können von ihrer damaligen Deutschlehrerin erkannt, die sie auf das Podium einer Veranstaltung stellte. Unter den Zuschauern der Veranstaltung saß damals die Schauspielerin Lotte Molter vom Leipziger Schauspielhaus, die begeistert von Krabbes Können war.

### Theater

#### DDR

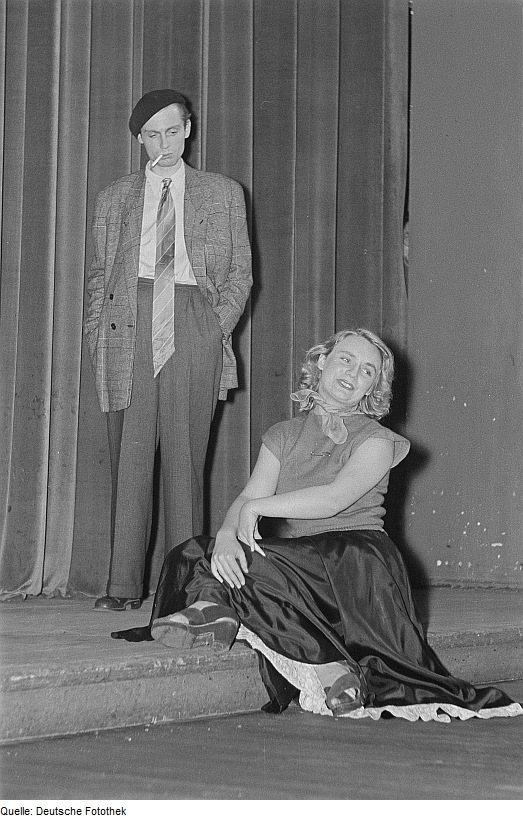
Ingeborg Krabbe und Gerhard Linke, 1954

Ingeborg Krabbe studierte ab 1949 an der Theaterschule Leipzig. Am Theater der Jungen Welt, die ihre Spielstätte in der Kongreßhalle Leipzig hatte, debütierte sie als Miss June. Daneben spielte sie die Morgenröte in dem Weihnachtsmärchen Peterchens Mondfahrt.
Gemeinsam mit den jungen Schauspielern des Theaters der Jungen Welt gründete sie 1954 die Leipziger Pfeffermühle im sogenannten „Weißen Saal des Zoo“, wo sie selbst nur ein halbes Jahr spielte. Krabbe wechselte nach Berlin an das Theater der Freundschaft, wo sie zehn Jahre lang tätig war. Dort war sie unter anderem in Hedda Zinners Leistungskontrolle (Uraufführung 1960) als Karin Krüger zu sehen.

#### Nach der Wende
Ingeborg Krabbe wurde auch nach der Wende zwischen 1989/90 in Theaterinszenierungen besetzt. In der Spielzeit 1997/98 spielte sie die Doris in Ivan Menchells Der Witwenclub an der Komödie am Kurfürstendamm.
2003 erhielt sie den Kurt-Sieder-Preis für ihre Rolle in Oskar und die Dame in Rosa am Grenzlandtheater Aachen. Von 2007 bis 2009 spielte sie am Operettenhaus am Spielbudenplatz in Hamburg die Figur der Maria Wartberg in dem Udo-Jürgens-Musical Ich war noch niemals in New York.
Am Theater Grüne Zitadelle in Magdeburg verkörperte sie die Tante Abby in Joseph Kesselrings Arsen und Spitzenhäubchen. Die Premiere des Bühnenstücks musste wegen eines Unfalls von Ingeborg Krabbe von Ende 2010 auf Anfang 2011 verschoben werden. An der Comödie Dresden verkörperte sie ab dem 26. August 2011 in der Theaterfassung der DDR-Vorabendserie Rentner haben niemals Zeit die Elvira Rosendorf an der Seite von Herbert Köfer, der wie einst in der Rolle des Rentners Paul Schmidt zu sehen ist. Ihre letzte Rolle am Theater hatte sie am Schlossparktheater Berlin in dem 2013 uraufgeführten Theaterstück Ladykillers als Mrs. Wilberforth.

### Film, Fernsehen und Rundfunk
Ihre Laufbahn im Fernsehen begann in den 1960er-Jahren. Sie wirkte bei dem satirischen Fernsehkabarett Tele-BZ mit, das sich westdeutschen Themen zuwandte und sich auch an das Westberliner Publikum richtete. Dort gehörte sie über zehn Jahre neben Helga Hahnemann, Ingeborg Naß, Hans-Joachim Hanisch und Sergio Günther zum Stammensemble, das später immer mehr um Chansons und Lieder ergänzt wurde. Das DDR-Plattenlabel Amiga veröffentlichte 1967 unter dem Titel Mensch, Haste Töne ... die Lieder und Songs der Tele-BZ. Krabbe interpretierte solo das Lied Mein großer Bruder, das der Kabarettautor Erich Brehm geschrieben hatte.
1962 folgte mit Heinz Thiels Kriminalfilm Tanz am Sonnabend – Mord? ihre erste Rolle in einem DEFA-Kinospielfilm, wo sie die Edith Kolbe spielte. In der Romanverfilmung Die Abenteuer des Werner Holt von 1965 spielte sie die Frau des SS-Manns (Dieter Franke). Von 1966 bis 1990 war sie regelmäßig in zahlreichen Stücken am Fernsehtheater Moritzburg zu sehen. Ab 1971 gastierte sie oft in den Fernsehkrimireihen Der Staatsanwalt hat das Wort und Polizeiruf 110, in denen sie prägnante Nebenrollen verkörperte. In dem DEFA-Indianerfilm Tecumseh (1972) war sie an der Seite von Rudolf Ulrich als dessen Frau O’Brian zu sehen.
Ingeborg Krabbe war von den 1960er Jahren bis in die späten 1980er Jahre hinein in zahlreichen Fernsehschwänken und Lustspielen (unter anderem an der Seite von Rolf Herricht, Heinz Rennhack, Herbert Köfer, Helga Hahnemann und Marianne Kiefer) zu sehen.
In den heiteren Lustspielen um den Ur-Berliner Maxe Baumann (Gerd E. Schäfer) verkörperte sie von 1978 bis 1982 die Rolle der Marlene Kleinschmidt, die ihrer Tochter Constanze ein neues Kind ausredet und mit der Rolle des von Herbert Köfer gespielten Hugo Krüger eine Beziehung unterhält. In der Fernsehlustspielreihe Drei reizende Schwestern war sie von 1984 bis 1991 an der Seite von Marianne Kiefer und Helga Göring in einer durchgehenden Hauptrolle als „reizende Schwester“ Irmgard Schulze-Knopf zu sehen. Eine weitere Serienhauptrolle hatte sie neben Uta Schorn als SMH-Schwester Renate Liebetraut in der Arztserie Bereitschaft Dr. Federau (1988). Eine weitere Serienhauptrolle hatte sie 1991 in Mit Herz und Robe als Bruni Winzig, ebenfalls an der Seite von Uta Schorn.
Nach der Wende zwischen 1989/90 übernahm sie mehrfach Gastrollen und größere Episodenrollen in Fernsehsendungen. In insgesamt sechsundzwanzig Folgen spielte sie Frau Rosentreter in der Fernsehserie Zappek. Außerdem wirkte sie in den Fernsehkrimireihen Der Bulle von Tölz (als Frau Ratke; 2003), Siska (als Ilse Wilkens; 2006), Polizeiruf 110 (als Mutter von Horst Krause, 2007), Pfarrer Braun (als Muttchen Lehmkuhl; 2008), SOKO Stuttgart (als Renate Rodelius; 2011) und 2012 in der ZDF-Fahndungssendung Aktenzeichen XY … ungelöst.
Insgesamt vier Auftritte hatte sie in der ARD-Arztserie In aller Freundschaft. In der im Februar 2016 erstgesendeten Episode Vergiss mein nicht war sie in ihrer letzten Rolle als Christel Wusthoff, die nach einer fortgeschrittenen Krebserkrankung ihrem Leben gemeinsam mit ihrem Mann Fritz (Herbert Köfer) ein Ende setzen möchte, zu sehen.
Neben ihrer Arbeit auf der Bühne und vor der Kamera war Ingeborg Krabbe auch eine vielbeschäftigte Hörspielsprecherin. In der Familien-Hörspielserie Neumann, zweimal klingeln hörte man sie ab 1968 im Radio DDR I regelmäßig als Nachbarin der Neumanns, Frau Albrecht. Sie wirkte auch im DDR-Rundfunk in der Humorsendung Studio Elf mit. Zudem betätigte sie sich als Synchronsprecherin für Filme und Fernsehserien.

### Privates und Tod

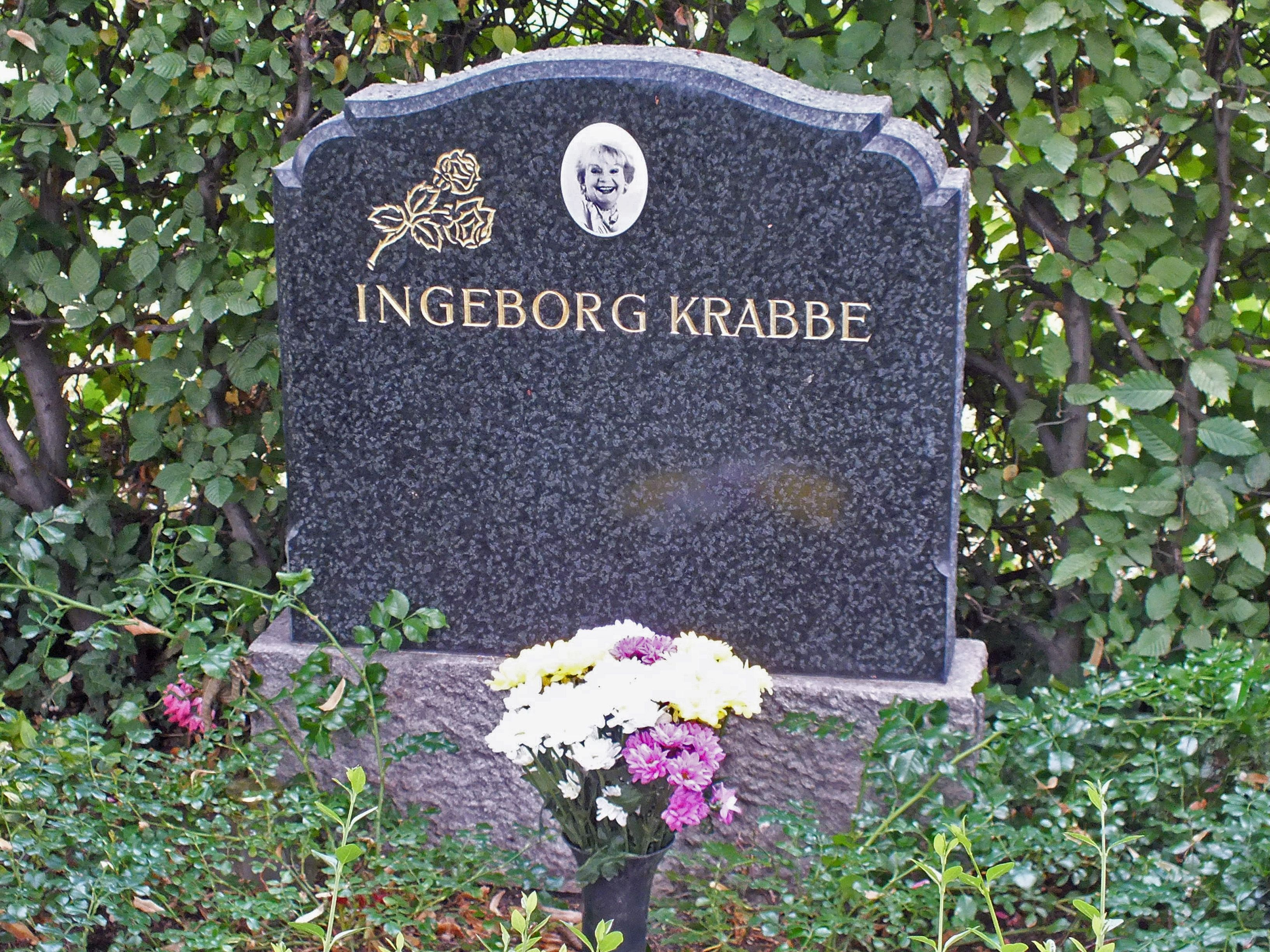
Ihr Grab auf dem Connewitzer Friedhof (2019)

Sie war von 1954 bis 1984 mit dem Buchlektor Eberhard Simmich verheiratet, mit dem sie zwei Töchter hatte. 2010 heiratete sie den Ingenieur Kurt Müller.
Ingeborg Krabbe starb am 17. März 2017 im Alter von 85 Jahren in ihrer Wohnung in Berlin-Pankow, in der sie bis zuletzt mit ihrem zweiten Ehemann gelebt hatte, an den Folgen einer Krebserkrankung. Sie litt an einem Tumor in der Bauchspeicheldrüse. Ihre Urne wurde im Familiengrab auf dem Evangelisch-lutherischen Friedhof im Leipziger Stadtteil Connewitz beigesetzt.

## Filmografie

### Kinofilme
- 1962: Tanz am Sonnabend – Mord?
- 1962: Ach, du fröhliche …
- 1963: Reserviert für den Tod
- 1964: Geliebte weiße Maus
- 1965: Die Abenteuer des Werner Holt
- 1970: Im Spannungsfeld
- 1972: Tecumseh
- 1976: Liebesfallen
- 1977: DEFA Disko 77

### Fernsehen

#### Theateraufzeichnungen
- 1954: Der Weg ins Leben[11]
- 1955: Solche Zeiten[12]
- 1956: Blockstelle Wiesengrund[13]
- 1958: Abgeordneter Willy Jung[14]
- 1959: Betragen ungenügend[15]
- 1960: Professor Toti[16]
- 1961: Der Meisterboxer[17]
- 1966: Der Raub der Sabinerinnen (Fernsehtheater Moritzburg)
- 1967: Geheimcode B/13 (Fernseh-Vierteiler)
- 1968: Abendbesuch (Fernsehtheater Moritzburg)
- 1975: Du bist dran mit Frühstück
- 1975: Männerwirtschaft
- 1975: Mein lieber Kokoschinsky
- 1976: Nicht kleinzukriegen
- 1976: Heute Ruhetag
- 1977: Umwege ins Glück
- 1977: Urlaub nach Prospekt
- 1977: Der große Coup des Waldi P. (Fernsehtheater Moritzburg)
- 1978: Ein Hahn im Korb
- 1978–1982: Maxe Baumann
  - 1978: Max auf Reisen
  - 1979: Überraschung für Max
  - 1981: Maxe in Blau
  - 1982: Max bleibt am Ball
- 1980: Der Keiler vom Keilsberg
- 1982: Der blaue Oskar (Fernsehtheater Moritzburg)
- 1984: Ein Fuchs zuviel (Fernsehtheater Moritzburg)
- 1984: Familie intakt: Reizende Ferien
- 1984–1991: Drei reizende Schwestern
  - 1984: Familienfest mit Folgen
  - 1985: Ein Mann fürs Leben
  - 1986: Eine alte Fregatte
  - 1987: Trick 17
  - 1988: Willkommen im Rampenlicht
  - 1990: Das blaue Krokodil
  - 1991: Ein Hauch von Alpenglüh’n
- 1986: Schäferstündchen
- 1988: An allem ist Matuschke schuld
- 1988: Geburtstagsüberraschungen (Fernsehtheater Moritzburg)
- 1989: Von Fall zu Fall – Das Nachtgespenst (Fernsehtheater Moritzburg)
- 1989: Von Fall zu Fall – Der Hundezwinger (Fernsehtheater Moritzburg)
- 1989: Von Fall zu Fall – Der Grabschänder (Fernsehtheater Moritzburg)
- 1989: Von Fall zu Fall – Nachbar Schulze gegen Alle (Fernsehtheater Moritzburg)
- 1989: Von Fall zu Fall – Eine ganz einfache Sache (Fernsehtheater Moritzburg)
- 1990: Von Fall zu Fall – Der Fehltritt (Fernsehtheater Moritzburg)
- 1990: Von Fall zu Fall – Bis zum bitteren Ende (Fernsehtheater Moritzburg)
- 1990: Von Fall zu Fall – Die Eierschlacht (Fernsehtheater Moritzburg)
- 1996: Ein Biest mi Silberblick
- 1996: Der Millionär (Theater im Schlossgarten Arnstadt)

#### Fernsehfilme
- 1965: Wolf unter Wölfen (Vierteiler)
- 1967: Kleiner Mann – was nun? (Zweiteiler)
- 1972: Die große Reise der Agathe Schweigert
- 1973: Eva und Adam (Vierteiler)
- 1973: Die Zwillinge
- 1974: Die Frauen der Wardins (Dreiteiler)
- 1975: Geschwister
- 1975: Fischzüge (Zweiteiler)
- 1977: Dantons Tod
- 1978: Du und icke und Berlin
- 1978: Amor holt sich nasse Füße (Fernsehfilm)
- 1983: Frühstück im Bett

#### Fernsehserien und -reihen
- 1969: Der Staatsanwalt hat das Wort: Die Geschichte der Rosemarie E.
- 1971: Der Staatsanwalt hat das Wort: Handelsrisiko
- 1972: Polizeiruf 110: Das Haus an der Bahn
- 1972: Polizeiruf 110: Blutgruppe AB
- 1974: Polizeiruf 110: Das Inserat
- 1983: Polizeiruf 110: Es ist nicht immer Sonnenschein
- 1986: Treffpunkt Flughafen (Folge Das Lächeln einer Stewardess)
- 1987: Fridolin (fünf Folgen)
- 1988: Bereitschaft Dr. Federau (sieben Folgen)
- 1990: Barfuß ins Bett (Folge Dreizehnte Folge)
- 1995–1996: Zappek (26 Folgen)
- 2000: Heimatgeschichten (Folge Osterfeuer)
- 2003: Der Bulle von Tölz: Berliner Luft
- 2005–2016: In aller Freundschaft (verschiedene Rollen, 4 Folgen)
- 2006: Siska (Folge Stirb, damit ich glücklich bin)
- 2007: Polizeiruf 110: Gefährliches Vertrauen
- 2008: Pfarrer Braun: Heiliger Birnbaum
- 2011: SOKO Stuttgart (Folge Tod im Bunker)

### Synchronrollen
- 1968: Feuer, Wasser und Posaunen als Sofjuschka für Musa Krepkogorskaja
- 1973: Der Hirsch mit dem goldenen Geweih als Köchin Kikimora für Wera Wladimirowna Altaiskaja
- 1978–1981: Das Krankenhaus am Rande der Stadt als  Oberschwester Jáchymová für Nina Popelíková
- 1993: Die Rückkehr der Märchenbraut als Vera Maier für Stella Zázvorková

## Theatrografie (Auswahl)
- 1955: Jerzy Jurandot: Solche Zeiten (Sekretärin) – Regie: Friedrich Ludwig (Städtische Bühnen Leipzig)
- 1958: Virgil Stoenescu/Oktavian Sava: Betragen ungenügend – Regie: Josef Stauder (Theater der Freundschaft Berlin)
- 1960: Hedda Zinner: Leistungskontrolle (Karin Krüger) – Regie: Rudi Kurz (Theater der Freundschaft Berlin)
- 1962: Tatjana Sytina: Erste Begegnung (Klawdia Kalitina) – Regie: Kurt Rabe (Theater der Freundschaft Berlin)
- 1963: Alecu Popovici: Dem Jungen in der zweiten Reihe (Ursona, eine Große Bärin) – Regie: Lucian Giurchescu (Theater der Freundschaft Berlin)
- 1997/98: Ivan Menchell: Der Witwenclub (Doris) – Regie: Wolfgang Spier (Komödie am Kurfürstendamm)
- 2003: Oskar und die Dame in Rosa (Grenzlandtheater Aachen)
- 2007–2009: Ich war noch niemals in New York (Maria Wartberg) (Operettenhaus Hamburg)
- 2011: Arsen und Spitzenhäubchen (Theater in der Grünen Zitadelle Magdeburg)
- 2011: Rentner haben niemals Zeit (Elvira Rosendorf) (Comödie Dresden)
- 2013: Ladykillers (Mrs. Wilberforth) (Schlosspark Theater, Berlin)

## Hörspiele
- 1960: Georg W. Pijet: Liebesheirat (Tochter) – Regie: Fritz-Ernst Fechner (Rundfunk der DDR)
- 1961: Käte Seelig: Wie es ihm gefällt (Jutta Bergmann) – Regie: Helmut Hellstorff (Hörspiel – Rundfunk der DDR)
- 1963: Bernhard Seeger: Rauhreif (Franka) – Regie: Theodor Popp (Rundfunk der DDR)
- 1967: Siegfried Pfaff: Regina B. – Ein Tag in ihrem Leben (Inge Katzur) – Regie: Fritz-Ernst Fechner (Hörspiel – Rundfunk der DDR)
- 1967: Maxim Gorki: Wassa Schelesnowa – Regie: Fritz-Ernst Fechner (Hörspiel – Rundfunk der DDR)
- 1967: Joachim Goll: Bankivahühner – Regie: Werner Grunow (Hörspiel-Schwank – Rundfunk der DDR)
- 1968: Joachim Witte: Der Aufräumungseinsatz (Frau Albrecht) – Regie: Joachim Gürtner (Hörspielreihe: Neumann, zweimal klingeln – Rundfunk der DDR)
- 1968: Gerhard Jäckel: Oma und die Untermieter (Frau Albrecht) – Regie: Joachim Gürtner (Hörspielreihe: Neumann, zweimal klingeln – Rundfunk der DDR)
- 1968: Edith Leonhardt: Die Feierabendbrigade (Frau Albrecht) – Regie: Joachim Gürtner (Hörspielreihe: Neumann, zweimal klingeln – Rundfunk der DDR)
- 1970: Jelesnikow: So ein Held sein, dass muß man lernen wie das ABC in der Schule (Anna Iwanowna) – Regie: Maritta Hübner (Kinderhörspiel – Rundfunk der DDR)
- 1971: Heinrich Mann: Die Jugend des Königs Henri Quatre – Regie: Fritz Göhler (Rundfunk der DDR)
- 1973: Henryk Bardijewski: Porträt eines älteren Herrn mit Buch (Frau Michno) – Regie: Edward Placzek (Hörspiel – Rundfunk der DDR)
- 1979: Joachim Goll: Der Hund von Rackerswill – Regie: Werner Grunow (Hörspiel – Rundfunk der DDR)
- 1986: Armenisches Volksmärchen: Anahit (Bäuerin) – Regie: Uwe Haacke (Kinderhörspiel – Rundfunk der DDR)